# Большезубая светящаяся акула
 Большезубая светящаяся акула (лат. Isistius plutodus) — редкий вид хрящевых рыб из рода светящихся акул семейства далатиевых. Это маленькая глубоководная акула, известная своим ярким свечением и способностью выкусывать куски мяса из намного бо́льших рыб и китообразных. Эти акулы  встречаются в отдельных местах в Атлантическом и Тихом океанах на глубине до 6440 м. Внешне они похожи на бразильских светящихся акул — у них сигарообразное тело, короткое и тупое рыло, крупные глаза, 2 крошечных спинных плавника. Главное отличие состоит в том, что нижние зубы у них намного крупнее. Тёмный «ошейник» вокруг горла и области жабр у большинства особей отсутствует. Питаются костистыми рыбами и выкусывают куски плоти из тел крупных рыб и морских млекопитающих. Следы от укусов крупнее, чем от укусов светящихся бразильских акул. Размножаются яйцеживорождением. В качестве прилова попадают в коммерческие тралы и ярусы.

## Таксономия
Впервые вид научно описали в 1964 году Джек Гаррик и Стюарт Спрингер в научном журнале Copeia. Голотип представляет собой самку длиной 41,5 см, пойманную 27 октября 1960 года у побережья Алабамы в дельте Миссисипи на 28°58' с. ш. и 88°18' з. д. на глубине 813—996 м. Видовое название происходит от греч. πλοῦτος — «богатство».

## Распространение и места обитания
Isistius plutodus встречаются гораздо реже бразильских светящихся акул. До настоящего времени зарегистрировано всего 10 особей, пойманных в западной части Атлантического океана у берегов Алабамы (США), Баии (Бразилия), в восточной Атлантике у побережья Западной Сахары и в Тихом океане  в водах Окинавы (Япония) и Нового Южного Уэльса (Австралия). Все акулы были пойманы в эпипелагической зоне на глубине от 60 до 200 м у дна, на континентальном шельфе, материковом склоне или в океанических желобах, которые опускаются до 6440 м. 

## Описание
Максимальный размер акул этого вида — около 42 см. У них удлинённое сигарообразное туловище с коротким тупым рылом и крупными овальными глазами, позиция которых обеспечивает этим акулам бинокулярное зрение. Позади глаз имеются широкие брызгальца. Небольшие ноздри обрамлены спереди короткими лоскутами кожи. Рот образует почти поперечную линию. По углам рта имеются складки. Губы толстые, приспособлены для присасывания. Зубы крупнее и мощнее, чем у бразильских светящихся акул. По количеству их также больше: на верхней челюсти имеется 29, а на нижней 19 зубных рядов. Верхние зубы маленькие, узкие, с гладкими краями, по центру они расположены вертикально, а ближе к краям челюсти под наклоном. Нижние зубы массивные. У Isistius plutodus максимальное соотношение размера нижних зубов и длины тела среди живущих ныне акул. Они имеют треугольную форму, а края покрыты крошечными зазубринами. Нижние зубы сцеплены между собой прямоугольными основаниями. Имеются 5 пар крошечных жаберных щелей.
Два маленьких закруглённых спинных плавника лишены шипов и сильно сдвинуты назад на последнюю треть туловища. Основание первого спинного плавника расположено перед основанием брюшных плавников. Второй спинной плавник по высоте равен 1/3 высоты первого. Короткие грудные плавники закруглены, они расположены позади пятой жаберной щели. Хвостовой плавник короткий и асимметричный: верхняя лопасть почти в 2 раза длиннее нижней. У края верхней лопасти имеется заметная вентральная выемка. Анального плавника нет. Окраска тела однородная тёмно-коричневая; вентральная часть тела покрыта светящимися фотофорами, тёмный «воротник» вокруг горла и жаберных щелей у большинства акул отсутствует.

## Биология
У большезубых светящихся акул маленькие спинные и хвостовой плавники, они являются менее активными по сравнению с бразильскими светящимися акул и хуже плавают. У них  огромная, наполненная жиром печень, позволяющая поддерживать нейтральную плавучесть в водной толще без особых усилий. В отличие от бразильских светящихся акул Isistius plutodus обладают бинокулярным зрением и могут нацеливаться на жертву с большей точностью. О биологии этого вида практически ничего неизвестно. Вероятно, акулы этого вида размножаются яйцеживорождением.
Будучи факультативным эктопаразитом, Isistius plutodus, тем не менее, охотятся и на мелкую добычу, например, костистых рыб. Тогда как теоретически бразильские светящиеся акулы вгрызаются в тело жертвы и выкусывают из него куски плоти, вращаясь вокруг своей оси, нанося им круглые раны со спиралевидными внутренними бороздами от нижних зубов, Isistius plutodus выкусывают мясо одним укусом, оставляя более удлинённые (в 2 раза превышающие длину рта) овальные раны с параллельными следами от зубов. Они нападают на крупных костистых и хрящевых рыб и морских млекопитающих. В одном исследовании было обнаружено, что 80% характерных отметин на теле китообразных у побережья Баии были следами укусов Isistius plutodus. Чаще всего акулы кусали китов за бока, затем по частоте поражения следовали голова и живот. Как минимум в 3 случаях в результате нападений акул дельфины выбросились на берег и погибли. В двух других случаях неполовозрелые субтропические морские котики также были найдены мёртвыми на берегу со свежими следами от зубов Isistius plutodus на теле.

## Взаимодействие с человеком
Isistius plutodus не представляют интереса для коммерческого рыболовства. Иногда они попадают в качестве прилова в тралы и ярусы. Международный союз охраны природы присвоил этому виду статус сохранности «Вызывающий наименьшие опасения». 